# Список похороненных на Новодевичьем кладбище

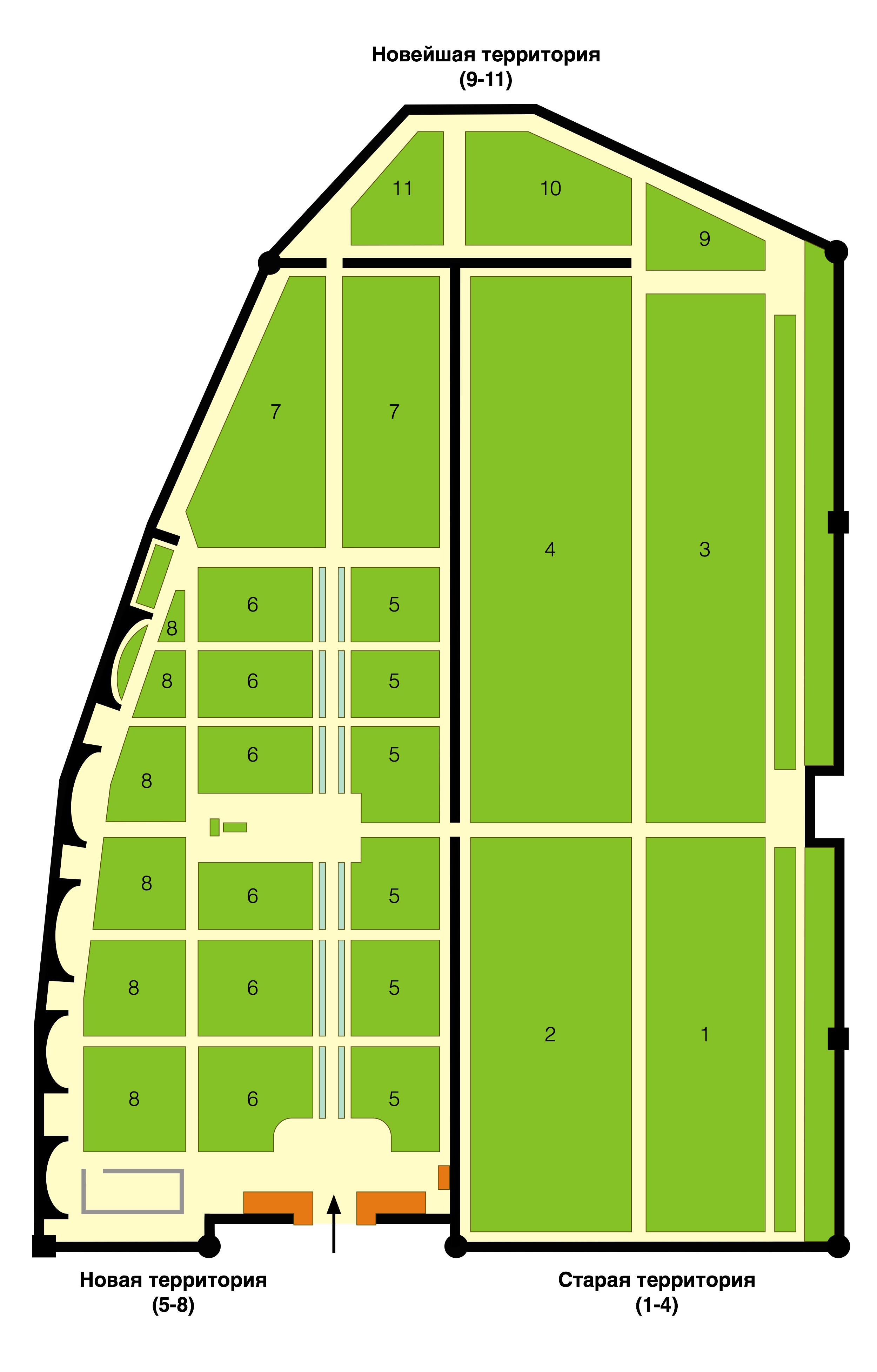
План-схема Новодевичьего кладбища

Новодевичье кладбище является одним из самых известных некрополей Москвы. Оно было образовано в 1898 году вдоль южной стены Новодевичьего монастыря, где имеется дворянский некрополь XIX века. В советское время это было второе по значимости кладбище после некрополя у Кремлёвской стены. Многие могилы Новодевичьего кладбища являются объектами культурного наследия.

## Списки
Ввиду значительного объёма, список разделён на несколько списков. Захороненные в некрополе Новодевичьего монастыря выделены в отдельный список.
- Список похороненных в Новодевичьем монастыре
- Список похороненных в Смоленском соборе Новодевичьего монастыря
- Список похороненных на Новодевичьем кладбище (А)
- Список похороненных на Новодевичьем кладбище (Б)
- Список похороненных на Новодевичьем кладбище (В)
- Список похороненных на Новодевичьем кладбище (Г)
- Список похороненных на Новодевичьем кладбище (Д)
- Список похороненных на Новодевичьем кладбище (Е)
- Список похороненных на Новодевичьем кладбище (Ж)
- Список похороненных на Новодевичьем кладбище (З)
- Список похороненных на Новодевичьем кладбище (И)
- Список похороненных на Новодевичьем кладбище (К)
- Список похороненных на Новодевичьем кладбище (Л)
- Список похороненных на Новодевичьем кладбище (М)
- Список похороненных на Новодевичьем кладбище (Н)
- Список похороненных на Новодевичьем кладбище (О)
- Список похороненных на Новодевичьем кладбище (П)
- Список похороненных на Новодевичьем кладбище (Р)
- Список похороненных на Новодевичьем кладбище (С)
- Список похороненных на Новодевичьем кладбище (Т)
- Список похороненных на Новодевичьем кладбище (У)
- Список похороненных на Новодевичьем кладбище (Ф)
- Список похороненных на Новодевичьем кладбище (Х)
- Список похороненных на Новодевичьем кладбище (Ц)
- Список похороненных на Новодевичьем кладбище (Ч)
- Список похороненных на Новодевичьем кладбище (Ш)
- Список похороненных на Новодевичьем кладбище (Щ)
- Список похороненных на Новодевичьем кладбище (Э)
- Список похороненных на Новодевичьем кладбище (Ю)
- Список похороненных на Новодевичьем кладбище (Я)

## Братские могилы

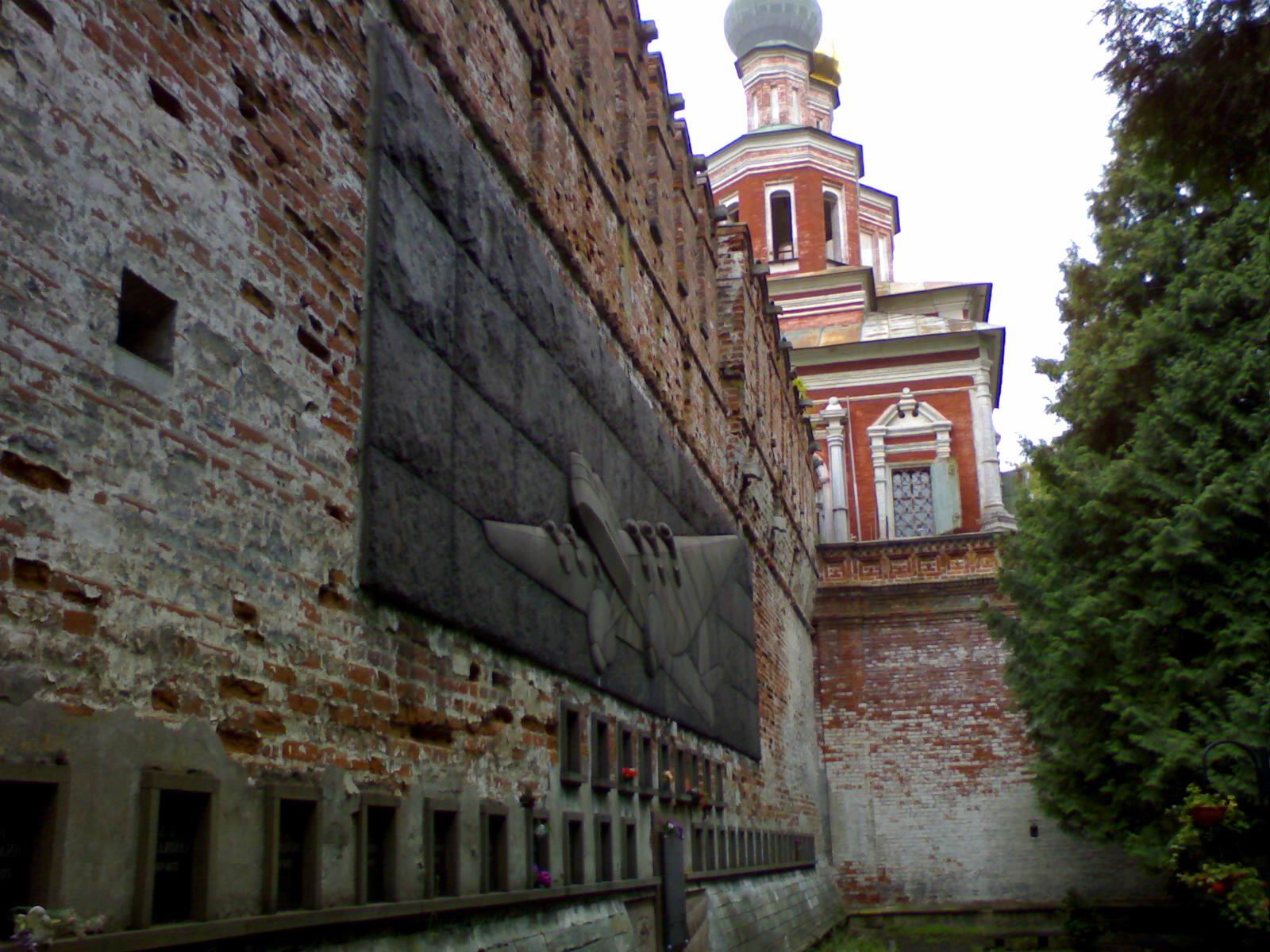
Барельеф погибшим при авиакатастрофе самолёта АНТ-20 «Максим Горький»

- Погибшие в катастрофе самолёта АНТ-20 «Максим Горький» в районе Сокол (1935) — 3 уч. в монастырской стене
- Погибшие в катастрофе самолёта Ту-144 в Ле-Бурже (1973) — 7 уч. лев.ст. 6 ряд
- Погибшие в катастрофе дирижабля СССР В-6 у станции Белое море (1938) — 3 уч. в монастырской стене
- Погибшие в катастрофе самолёта Ил-18, врезавшегося в гору Авала при посадке в Белградский аэропорт (1964) — рядом с колумбарием, 129 секция, 8 уч.